# Haliaeetus
Haliaeetus Savigny, 1809 è un genere di uccelli rapaci diurni della famiglia degli Accipitridi, noti come aquile di mare, strettamente imparentate con le aquile pescatrici del genere Icthyophaga. In passato erano anche noti come piparghi (cfr. fr. pygargue e sp. pigargo), con particolar riferimento alla H. albicilla. Le diverse specie sono assai variabili per dimensioni: si va dall'aquila di mare di Sanford (H. sanfordi) che pesa in media 1–2 kg, all'aquila di mare di Steller (H. pelagicus) che raggiunge i 12 kg. La seconda specie per grandezza è l'aquila di mare testabianca (H. leucocephalus) che arriva a 7 kg.

## Tassonomia
Nel 2023, sulla base degli ultimi studi sistematici molecolari, l'Unione internazionale degli ornitologi ha resuscitato il genere Icthyophaga con il suo nome giusto, trasferendo quattro specie da Haliaeetus a questo genere. Pertanto questo genere comprende ora le seguenti quattro specie:
| Specie di Icthyophaga                                 | Specie di Icthyophaga | Specie di Icthyophaga                                                                                                |
| Nome comune e binomiale                               | Immagine              | Distribuzione |
| ----------------------------------------------------- | --------------------- | --- |
| Aquila di mare testabianca (Haliaeetus leucocephalus) |                       | La maggior parte del Canada e dell'Alaska, tutti gli Stati Uniti contigui e il Messico settentrionale                |
| Aquila pescatrice di Pallas (Haliaeetus leucoryphus)  |                       | Kazakistan, Russia, Tagikistan, Turkmenistan, Uzbekistan, Mongolia, Cina, India, Nepal, Bangladesh, Myanmar e Bhutan |
| Aquila di mare codabianca (Haliaeetus albicilla)      |                       | Groenlandia e Islanda attraverso l'Europa e l'Asia fino all'estremo oriente fino a Hokkaido, in Giappone             |
| Aquila di mare di Steller (Haliaeetus pelagicus)      |                       | Russia, Corea, Giappone, Cina e Taiwan                                                                               |

## Biologia
Come suggeriscono sia i nomi comuni che quelli generici, sia le aquila di mare che le aquile pescatrici si nutrono principalmente di pesci, catturati principalmente in acque dolci di laghi e grandi fiumi, ma occasionalmente anche in acque salmastre negli estuari e lungo le coste.